# Halothamnus glaucus
Halothamnus glaucus ist eine Pflanzenart aus der Gattung Halothamnus in der Familie der Fuchsschwanzgewächse (Amaranthaceae). Die Heimat liegt im zentralen und südwestlichen Asien. In China gedeiht sie nur im nördlichen Xinjiang in der Wüste Gobi, in Halbwüsten und ariden Hängen.

## Merkmale
Halothamnus glaucus wächst als Halbstrauch und erreicht Wuchshöhen von bis zu 1 Meter. Die Rinde der Zweige ist blaugrün und hell gestreift. Die halbstielrunden, fleischigen Laubblätter sind mit einer Länge von bis zu 50 mm und einer Breite von 0,7 bis 2,0 mm breit linealisch.
Die Trag- und Vorblätter der unteren Blüten ähneln den Laubblättern, die Vorblätter sind an der Basis breit hautrandig. Die Blüten sind 3,5 bis 5,0 mm lang mit lanzettlich-eiförmigen Blütenhüllblättern. Die Narben sind an der Spitze abgerundet.
Die geflügelte Frucht erreicht 11 bis 17 mm Durchmesser, ihre Flügel setzen in oder etwas unterhalb der Mitte an. Der Fruchttubus ist breit zylindrisch, häufig nach unten verbreitert, und weist an der Basis rundlich-ovale Gruben auf.

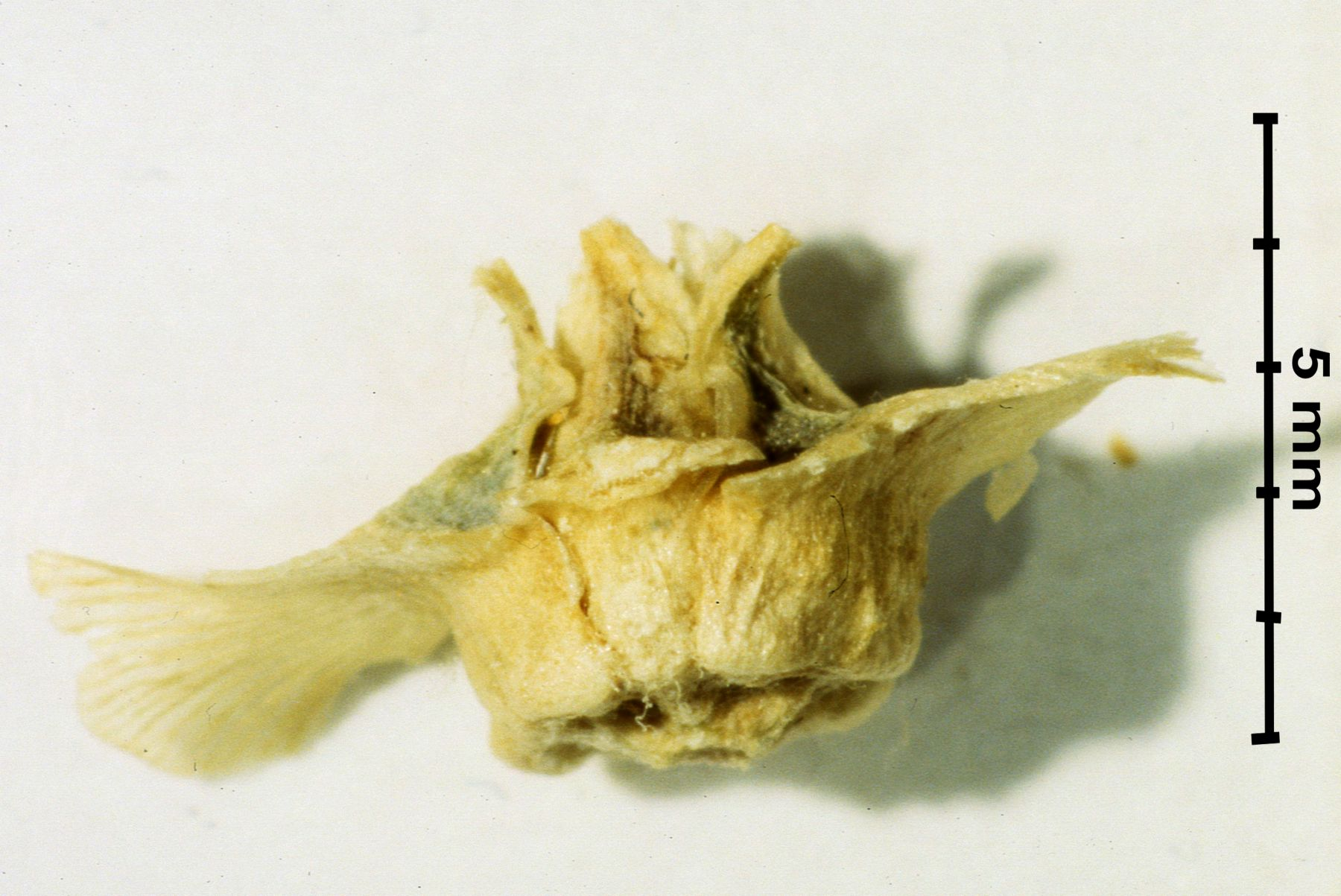
Frucht (Seitenansicht)
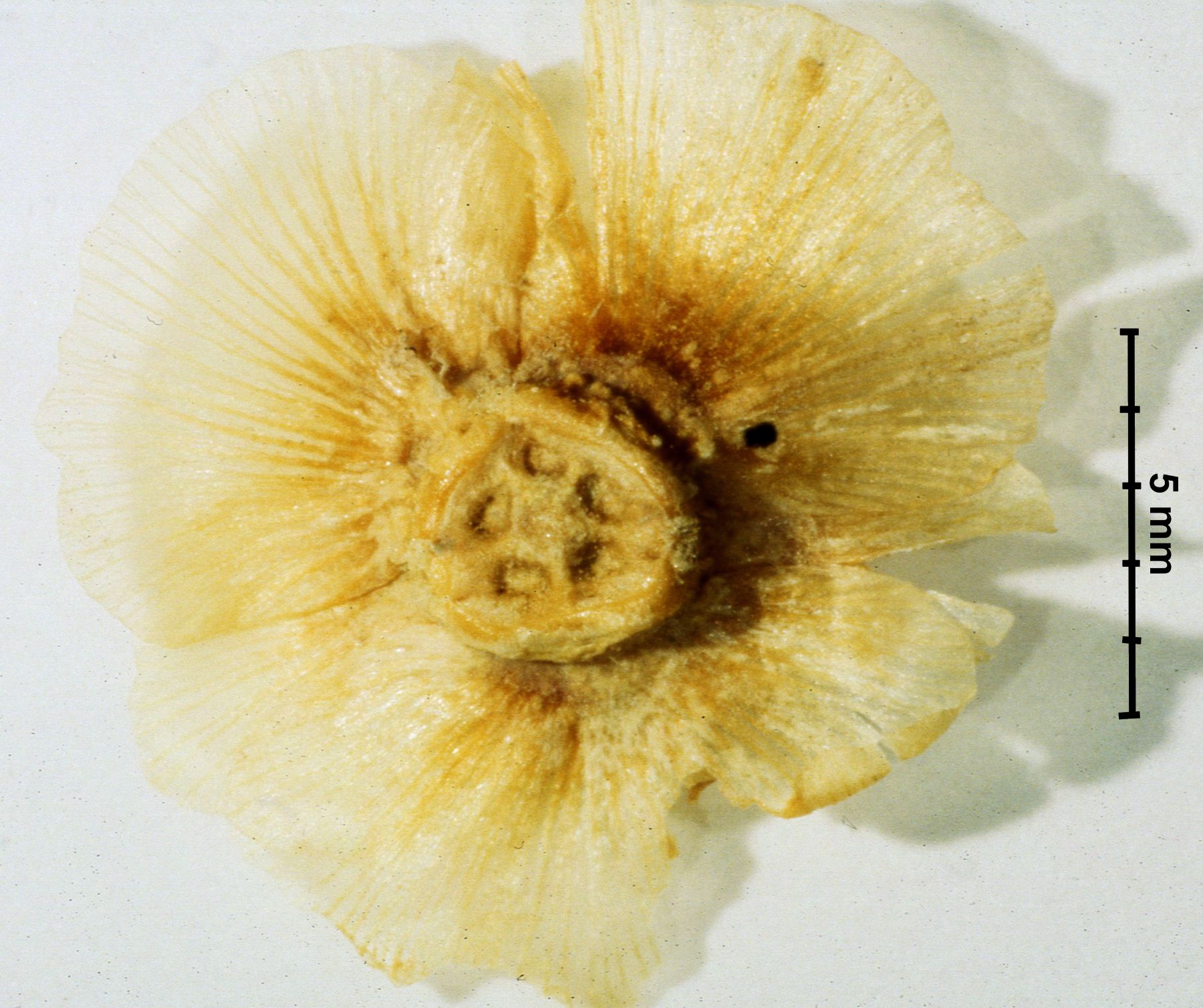
Frucht (Unterseite)

## Vorkommen
Das Verbreitungsgebiet von Halothamnus glaucus erstreckt sich von der östlichen Türkei über Georgien, Armenien, Aserbaidschan, Turkmenistan, den nördlichen Iran, Kasachstan, Usbekistan, Kirgistan bis zur Volksrepublik China (Dsungarei, evtl. auch Kaschgarei und Mongolei). Er wächst in trockenen Halbwüsten oder Bergsteppen auf steinigen oder lehmigen, teilweise auch an salzhaltigen Böden, bis ca. 2000 m Meereshöhe.

## Nutzung
Halothamnus glaucus ist eine wichtige Weide-Futterpflanze für Kamele, Schafe und Ziegen und wird stellenweise angebaut. In früheren Zeiten wurden aus der Asche der Pflanzen Alkalien gewonnen. Die Wurzeln und oberirdischen Pflanzenteile enthalten Alkaloide.

## Systematik

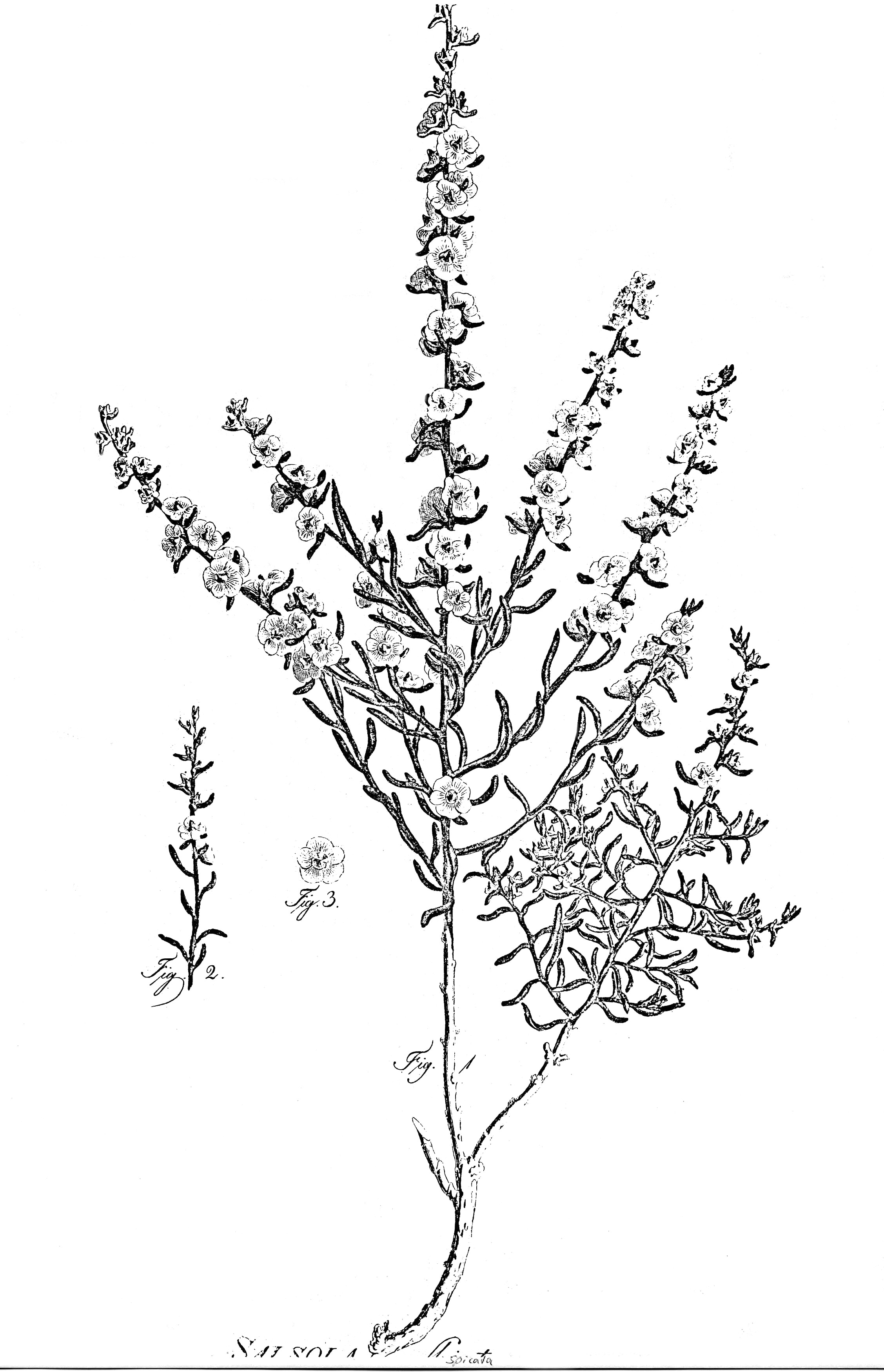
Illustration von Halothamnus glaucus

Die Erstbeschreibung erfolgte 1798 unter dem Namen Salsola glauca durch Friedrich August Marschall von Bieberstein, der sich mit der Art auch in weiteren Veröffentlichungen 1800 und 1806 beschäftigte. 1981 wurde sie durch Victor Petrovič Botschantzev als Halothamnus glaucus in die Gattung Halothamnus gestellt.
Halothamnus glaucus wird in drei Unterarten gegliedert:
- Halothamnus glaucus (M.Bieb.) Botsch. subsp. glaucus (Syn.: Salsola glauca M.Bieb., Caroxylon glaucum (M.Bieb.) Moq., Aellenia glauca (M.Bieb.) Aellen, Aellenia glauca (M.Bieb.) Aellen subsp. eu-glauca Aellen, nom. inval., Aellenia glauca (M.Bieb.) Aellen subsp. glauca, Aellenia glauca (M.Bieb.) Aellen subsp. eu-glauca Aellen f. reducta Aellen, Salsola spicata Pall. (non Willd. 1798) nom. illeg., Halothamnus heptapotamicus Botsch.): Sie ist unbehaart mit 0,6 bis 0,9 mm breiten Staubfäden.
- Halothamnus glaucus subsp. hispidulus (Bunge) Kothe-Heinr.  (Syn.: Caroxylon hispidulum Bunge, Salsola hispidula (Bunge) Boiss., Salsola hispidula (Bunge) Bunge, nom. inval., Aellenia glauca (M.Bieb.) Aellen subsp. hispidula (Bunge) Aellen, Aellenia hispidula (Bunge) Botsch., Aellenia hispidula (Bunge) Aellen, nom. inval., Halothamnus hispidulus (Bunge) Botsch.): Sie ist dichter behaart mit nur 0,5 bis 0,7 mm breiten Staubfäden.
- Halothamnus glaucus subsp. tianschanicus (Botsch.) Kothe-Heinr. (Syn.: Halothamnus tianschanicus Botsch.): Mit gestutzten Narben.

## Trivialnamen
Trivialnamen in unterschiedlichen Sprachen sind:
- Aserbaidschan: LEKELI Š.[9]
- Iran, Khorasan: BAEBAE, BAEBAE-SHOUR[10]
- Turkmenistan: ČOGANOK[3], ČOGON[11]
- China: 新疆藜 xin jiang li[12]